# Moasca
Moasca és un municipi situat al territori de la província d'Asti, a la regió del Piemont, (Itàlia).
Moasca limita amb els municipis d'Agliano Terme, Calosso, Canelli, Castelnuovo Calcea, i San Marzano Oliveto.